# ويليام كلوكاس كينلي
ويليام كلوكاس كينلي (1866-1920) هو صحفي وكاتب مسرحي في مانكس.
ولد ويليام في علم 1866، ابن روبرت كينلي، وهو خياط في شارع ستراند، دوغلاس ، جزيرة مان. ساهم بمقالات فكاهية تحت عنوان Ingoldsby Up- to- date في الصحيفة الأسبوعية النقدية والساخرة The Manxman والتي نشرت بين عامي 1895 و1900  في هذا الوقت شارك بنشاط في الحركة العمالية، وتزوج أيضا من فلورنس ماري كنلي، ني بادون (1886- 1927). عندما بدأت الحرب العالمية الأولى في عام 1914 تطوع للخدمه الحربية على كاسحة ألغام ولكن تم رفضه بسبب معاناته الشعب الهوائية المزمن. بحلول هذا الوقت كان مقيما في بروكلي ، لندن، حيث كان مساهما منتظما في The Kentish Mercury , وهي ورقة قام بتحريرها صهره ستانلي كاي بادون. انظم كينلي إلى هيئة تحرير الصحيفة عام 1916. توفي بسبب إلتهاب الشعب الهوائية المزمن في 17 فبراير 1920، في منزلة في شارع 40 أبر بروكلي، في عمر يناهز ال 53 عاما، أقيمت الجنازة في مقبرة بروكلي في 21 فبراير 1920.